# Étienne Macdonald
Pour les articles homonymes, voir Macdonald.
Étienne (Jacques-Joseph-Alexandre) Macdonald, 1er duc de Tarente, né le 17 novembre 1765 à Sedan (Champagne) et mort le 25 septembre 1840 à Beaulieu-sur-Loire (Loiret), est un général français de la Révolution et un maréchal d'Empire.

## Biographie

### Origine
Étienne Jacques Joseph Alexandre Macdonald, est né à Sedan, d'une famille écossaise originaire de l'île de South Uist, dans les Hébrides. Son père, Neil MacEachen (plus tard MacDonald) of Howbeg, protégea la fuite du prince Charles Édouard Stuart vers la France. Neil rejoint en 1767 une quinzaine de jacobites exilés à Sancerre depuis 1752. Neil MacDonald s'y établit avec sa femme Marie-Alexandrine Gonaut et ses enfants, dont Étienne. Ce dernier fut interne au collège de Sancerre avant de poursuivre son instruction à Paris sous la houlette d'un certain chevalier Pawlet. Alors qu'il se destinait initialement à la prêtrise, il fut très marqué par la lecture des récits d'Homère qui l'incitèrent à embrasser la carrière des armes.
À sa sortie de l'école, Macdonald fut affecté comme lieutenant à la légion de Maillebois au service de la Hollande le 1er avril 1785. Les tensions entre la Hollande et le Saint-Empire, qui avaient motivé la formation de la légion, s'apaisèrent toutefois rapidement, ce qui entraîna la dissolution du corps et le retour de Macdonald en France. Le jeune homme demeura quelque temps à Sancerre avant de s'enrôler en tant que volontaire dans le régiment de Dillon (futur 87e régiment d'infanterie) le 12 juillet 1786. Il se familiarisa alors avec les rudiments de la vie militaire tout en consacrant une partie de son temps libre à la pratique du violon, de la danse et de l'escrime. Il fut successivement promu sous-lieutenant de remplacement le 12 juin 1787 et sous-lieutenant le 1er décembre de la même année.

### Révolution française

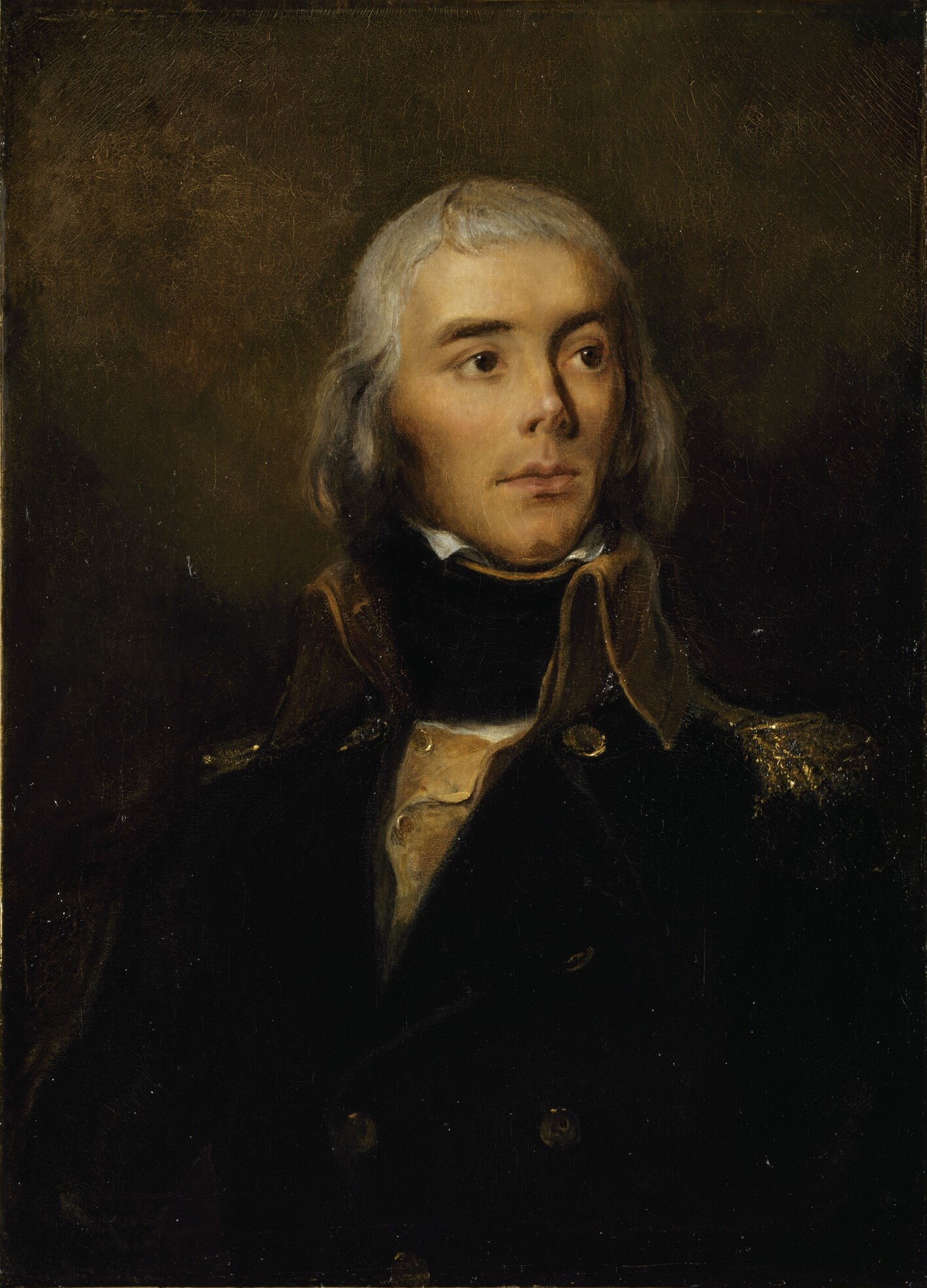
Étienne Macdonald, capitaine aide de camp en 1792, Louis-Édouard Rioult, 1834.

Après la bataille de Jemappes, il fut fait lieutenant-colonel du 94e régiment d'infanterie le 12 novembre 1792 puis chef de brigade (colonel) du 2e régiment d'infanterie le 8 mars 1793. Le 26 août suivant, il fut nommé général de brigade. Conscient des risques encourus par les généraux malchanceux sous la Terreur, Macdonald accueillit fraîchement cette promotion : 
« Ce fut un coup de foudre, quoique depuis plusieurs mois j'en eusse rempli les fonctions ; mais au moins je n'avais pas la responsabilité du grade. Je représentai ma jeunesse, mon inexpérience, rien ne fut écouté. Il fallut subir mon sort, sous peine d'être traité comme suspect et arrêté. »
Il remplaça Souham au commandement de la 1re division de l’armée du Nord à la fin de l'année 1794. En 1795, dans l'armée du Nord de Pichegru, il poursuivit les Anglais de Frédéric d'York, passa les fleuves gelés et captura avec sa cavalerie la flotte hollandaise prise dans les glaces. Il fut alors promu général de division le 28 novembre 1795.
Après avoir servi aux armées du Rhin et d'Italie, il fut nommé gouverneur de Rome et des États pontificaux. En 1799, quand les Français évacuèrent Rome, il fit la campagne contre les armées alliées. Il livra du 17 au 19 juin la bataille de la Trebbia aux Austro-Russes de Souvorov, essuya une lourde défaite et ne parvint à faire sa jonction avec le général Moreau qu'avec une partie de ses forces d'origine.

### Consulat et Premier Empire
Il commande les compagnies versaillaises lors du coup d'État du 18 Brumaire et appuie Napoléon Bonaparte. Après la bataille de Marengo et la campagne des Grisons, Macdonald est envoyé au Danemark comme ministre plénipotentiaire jusqu'en 1803. À son retour, il reçoit le titre de grand officier de la Légion d'honneur. Disgracié pour avoir soutenu le général Moreau sous lequel il avait servi, il vit une période d'exil en Berry. Macdonald achète le château de Courcelles-le-Roy et de Bois-Sir-Aimé. C'est à cette époque qu'il devient gouverneur de la 7e région militaire et il réside à Bourges, rue Jacques-Cœur.

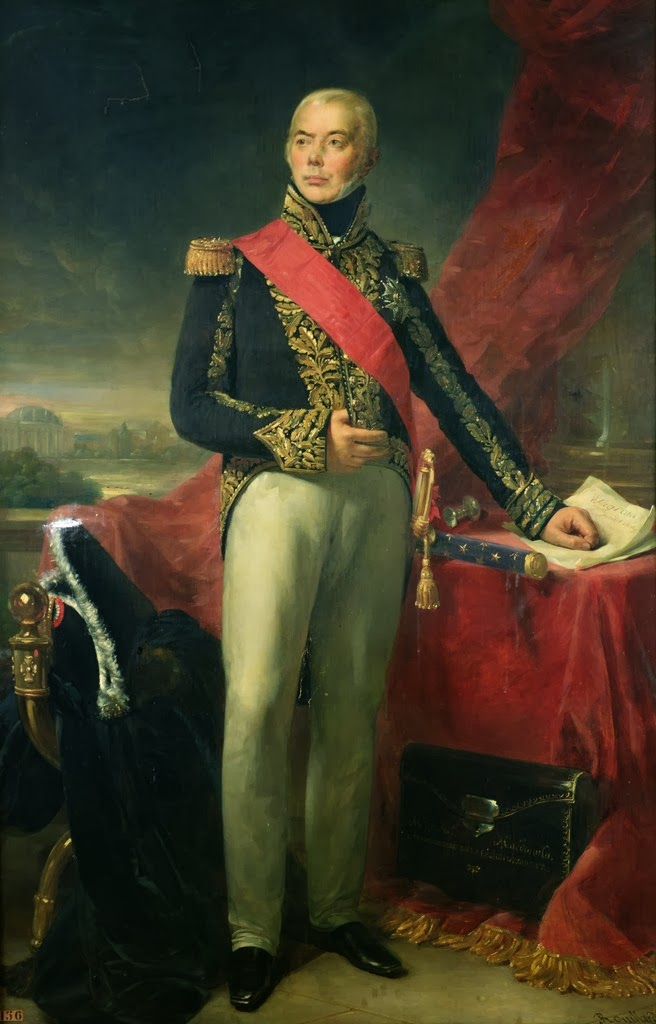
Étienne Macdonald, duc de Tarente, maréchal de France, Jean-Sébastien Rouillard, 1837.

Ce n'est qu'en 1809 qu'il reprend le commandement d'une division en Italie. C'est à Wagram qu'il est nommé maréchal, après avoir enfoncé le centre de l'armée autrichienne sous le feu d'une nombreuse artillerie. À son retour à Paris, en 1810, il est fait duc de Tarente et prend le commandement d'un corps d'armée en Espagne. En 1812, il commande le Xe corps en Russie. En 1813, il prend part aux batailles de Lützen et de Bautzen, est sévèrement battu à la Katzbach par le général prussien Blücher et participe enfin à la bataille de Leipzig. Là, il traverse à la nage l'Elster, où périt Poniatowski, et assiste le 30 octobre à la bataille de Hanau. Pendant la campagne de 1814, il commande l'aile gauche de l'armée, et assiste à Fontainebleau à l'abdication de Napoléon, à laquelle il contribue.

### Restauration et monarchie de Juillet

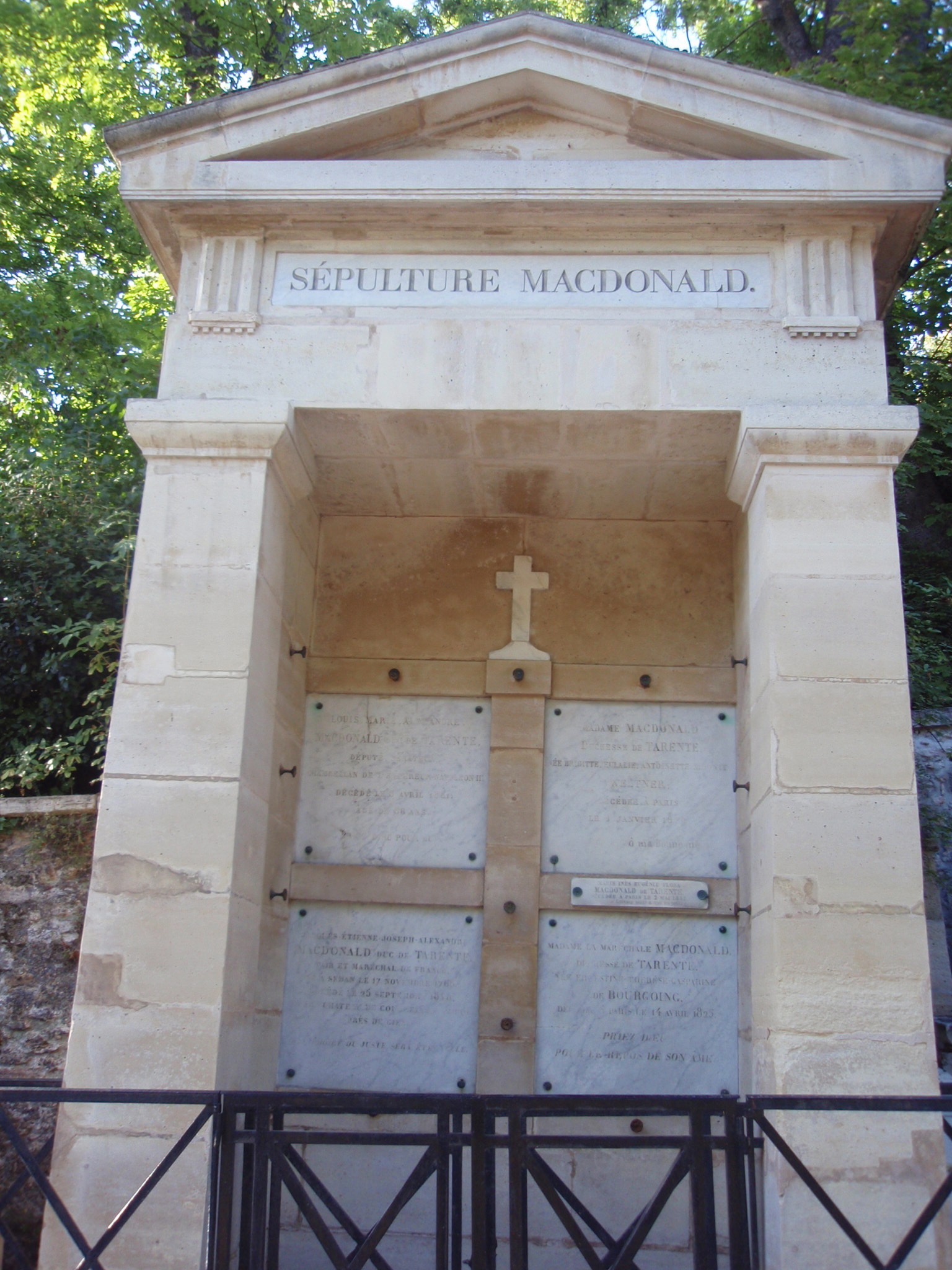
Tombe du maréchal Macdonald au cimetière du Père-Lachaise.

Après l'abdication de Fontainebleau, il accepte la pairie le 4 juin 1814. Dans la nuit du 19 au 20 mars 1815, il part de Paris avec Louis XVIII, et, après l'avoir accompagné jusqu'à Menin, il revient, refuse tout poste de Napoléon, et prend du service dans la Garde nationale comme simple grenadier. Après Waterloo, il est fait grand chancelier de la Légion d'honneur. Au retour des Bourbons, le duc de Tarente reçoit la mission de congédier l'armée de la Loire, créée par Napoléon le 17 mai 1815 pour combattre les Vendéens à nouveau révoltés. Il est nommé major-général de la Garde royale de Louis XVIII en septembre 1815. Le 2 juillet 1815, il est nommé grand chancelier de l'ordre de la Légion d'honneur, dignité qu'il conserve jusqu'en 1831.
Le 10 août 1830, il présente à l'Assemblée la couronne royale de Louis-Philippe. Trois autres maréchaux de France l'accompagnent : Molitor, Oudinot et Mortier. C'est sa dernière apparition officielle. Il cesse ses fonctions de grand chancelier de la Légion d'honneur le 23 août 1831 et meurt le 25 septembre 1840,, dans son château de Courcelles-le-Roy, à Beaulieu-sur-Loire (Loiret), âgé de 74 ans, laissant un fils âgé de 15 ans. Il repose au  cimetière du Père-Lachaise (division 37) à Paris.
À Sainte-Hélène, Napoléon émet ce jugement à son égard : « Macdonald avait une grande loyauté ».

## Considérations
L’Encyclopædia Britannica de 1911 dit à son sujet : 

« Macdonald ne possédait pas ce génie militaire qui avait distingué Davout, Masséna et Lannes, ni cette science guerrière propre à Marmont et Saint-Cyr, mais sa campagne en Suisse ne lui en accorde pas moins un rang bien supérieur aux simples généraux de division qu'étaient Oudinot et Dupont. Sa capacité à assumer des missions indépendantes a conduit Napoléon, en dépit de ses défaites à la Trebbia et à la bataille de la Katzbach, à lui confier des commandements importants jusqu'à la fin de sa carrière. Sur le plan personnel, on ne saurait trop faire l'éloge de son caractère, qu'aucun trait de cruauté ou d'infidélité ne vient entacher. »

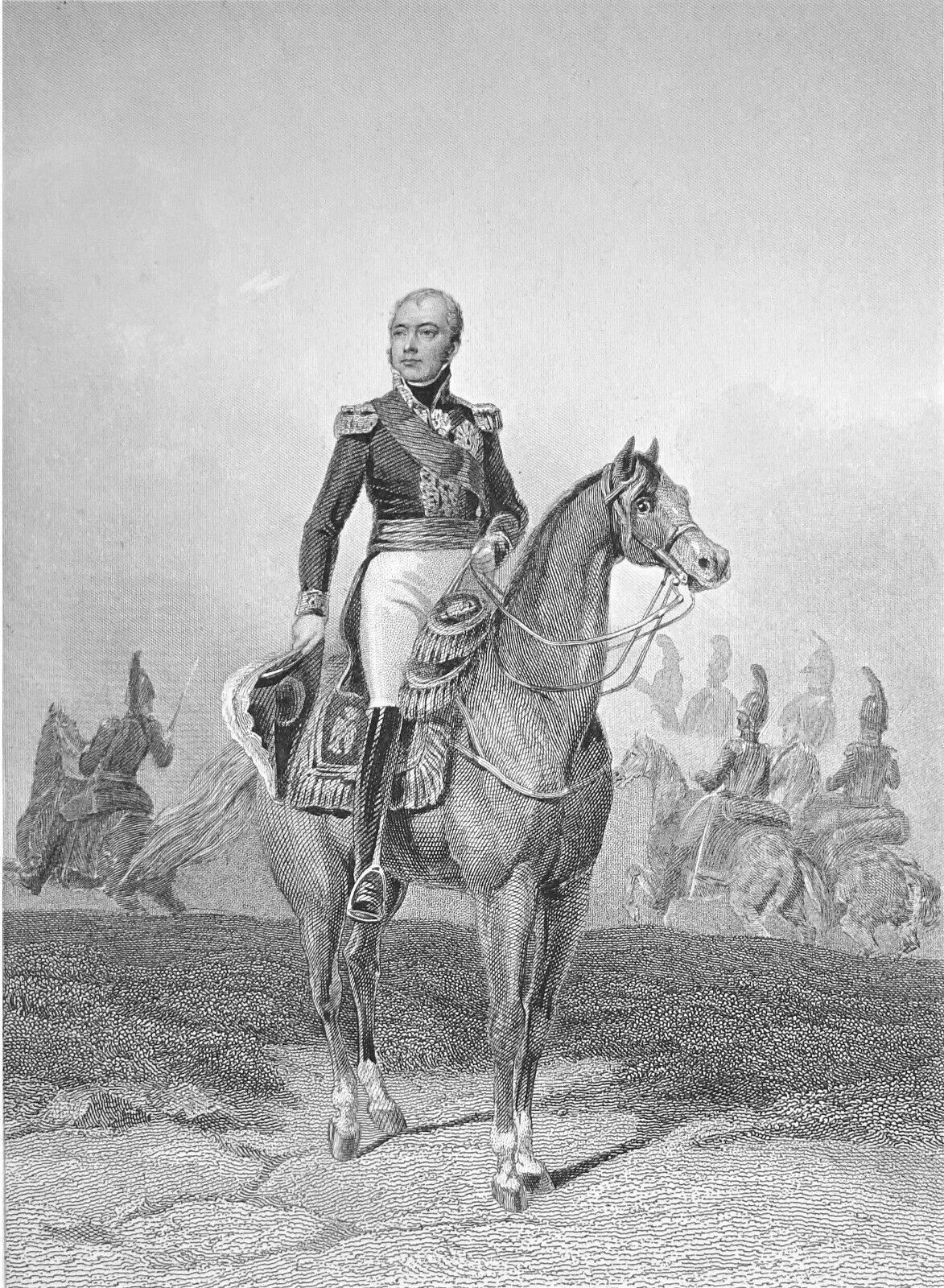
Le maréchal Macdonald à cheval (gravure du XIXe siècle).

Gunther Rothenberg écrit que Macdonald était un excellent commandant malgré sa tendance à surestimer ses propres capacités. Richard Dunn-Pattison loue également sa « profonde acuité militaire », tandis que Richard Humble le cite comme « l'un des plus insolites et des plus talentueux des maréchaux ». L'historien John M. Keefe affirme qu'à l'exception de l'échec de la Katzbach, dû selon lui aux déficiences de l'état-major dans les corps français n'opérant pas sous les ordres de Napoléon, la carrière du maréchal fut généralement couronnée de succès.
Ce point de vue n'est pas partagé par Archibald Macdonell qui considère que la carrière de Macdonald ne fut qu'une succession de défaites. Un autre spécialiste, le colonel américain John Elting, porte lui aussi un jugement très critique sur les talents de Macdonald, dont il estime que la nomination a été, plus qu'autre chose, un « boulet » pour Napoléon : « sous le commandement direct de l'Empereur, il [Macdonald] pouvait certes se montrer très efficace ; mais, sitôt abandonné à lui-même, il avait toujours une journée de retard — quand il ne faisait pas retraite inutilement […]. Napoléon disait de Macdonald qu'il était brave mais malheureux, ce qui voulait dire, dans le vocabulaire de l'Empereur, qu'il n'avait pas la présence d'esprit suffisante pour faire face à des changements rapides de situation ». Dans son évaluation des mérites des grands capitaines de l'armée impériale, Oleg Sokolov note une certaine forme de complaisance historiographique à l'égard des compétences de Macdonald, qui ne résiste pas d'après lui à un examen de son bilan en tant que chef de guerre. Il écrit : 

« En ce qui concerne Macdonald, en dépit de son talent et de sa bravoure incontestables […], sa popularité chez les historiens s'explique avant tout par ses Mémoires. Si on étudie l'époque de l'Empire uniquement d'après ces textes, on pourrait croire que Macdonald était le meilleur chef militaire d'Europe, et si l'armée française subissait des défaites, c'est parce qu'elle ne se trouvait pas toujours sous le commandement du duc de Tarente […]. Toutefois, son commandement fade en Catalogne en 1810, son indécision pendant les campagnes de 1813-1814 et surtout la défaite de Katzbach le 26 août 1813, témoignent précisément du contraire et le rangent incontestablement au-dessous des trois maréchaux précédents [Masséna, Soult et Gouvion-Saint-Cyr]. »

De fait, les jugements portés sur les états de service de Macdonald font l'objet de débats parmi les historiens. Tout comme Sokolov, le colonel Elting pointe l'influence néfaste des mémoires de l'intéressé — « il s'attribue platement le mérite de combats où il n'était pas présent et rejette la responsabilité de ses erreurs sur ses subordonnés » —, notamment dans l'appréciation de son rôle auprès d'Eugène de Beauharnais durant la campagne d'Italie de 1809, qu'il juge exagéré. Sur cet aspect précis de sa carrière, Mike Hallaron prend la défense du maréchal : « coïncidence ou non, la direction des opérations par le vice-roi s'améliora fortement après l'arrivée de Macdonald à l'armée, particulièrement au moment de la bataille du Piave. Et si les Souvenirs de Macdonald sur cette affaire sont peut-être trop durs à l'égard d'Eugène et de ses choix en tant que commandant en chef, il ne faut pas non plus nier la contribution importante de Macdonald à la victoire du Piave et la dépendance du vice-roi à l'endroit de son plus ancien lieutenant-général ». Frederick Schneid est d'avis que même en tenant compte des exagérations du maréchal, « il ne fait guère de doute que Macdonald était un commandant talentueux ». Les campagnes de Russie en 1812 et d'Allemagne en 1813 révélèrent toutefois ses limites dès lors qu'il se retrouvait livré à ses propres moyens ; en cela, il n'était d'ailleurs pas différent de nombreux maréchaux qui éprouvaient souvent des difficultés à combattre loin du regard de l'Empereur. De même, son action en Espagne ne fut pas très brillante et il échoua dans son principal objectif qui était de pacifier la Catalogne.
Cela ne l'empêchait pas d'être attentif aux conditions de vie de ses hommes, qui lui manifestaient en retour leur confiance. Il n'hésitait pas en revanche à appliquer une discipline de fer, notamment en Espagne, où les exécutions de pillards au sein de son corps d'armée étaient monnaie courante. Selon Louis Chardigny, Macdonald était un « esprit chagrin », d'un abord froid et réservé. Un historien américain le décrit comme « un homme solide, nous dirions même impassible, prudent, honnête et consciencieux », qui « ne se battait pas en duel et ne partageait pas les habitudes de l'homme ordinaire ». Il était réputé pour sa droiture et ses qualités morales, ce qui lui valut le surnom d'« Alceste soldat ». En 1809, alors gouverneur de Styrie, il déclina ainsi une forte somme d'argent offerte par les notables locaux en récompense de son administration avisée. Sur ses terres de Courcelles, il s'érigea en protecteur des pauvres, écrivant à sa fille en pleine campagne de 1814 : « donnez, puisez dans ma caisse ; je ne veux point de malheureux ici sur mon domaine ni dans mon voisinage ». Jacques Jourquin le qualifie de « loyal et honnête », mais ce jugement est tempéré par Richard Humble, qui souligne que Macdonald était « particulièrement adaptable » aux changements de régime, et par le colonel Elting qui évoque les circonstances troubles de son accession au commandement de l'armée de Naples. Ce dernier auteur ne fait pas pour autant l'impasse sur les qualités de Macdonald : « très brave, énergique, grand et bien bâti, avec une voix faite pour le commandement et une autorité naturelle émanant de sa personne, il savait se faire obéir y compris des recrues révolutionnaires ».

## Titres, décorations et distinctions
- 1er duc de Tarente et de l'Empire le 9 décembre 1809.
- Légion d'honneur :

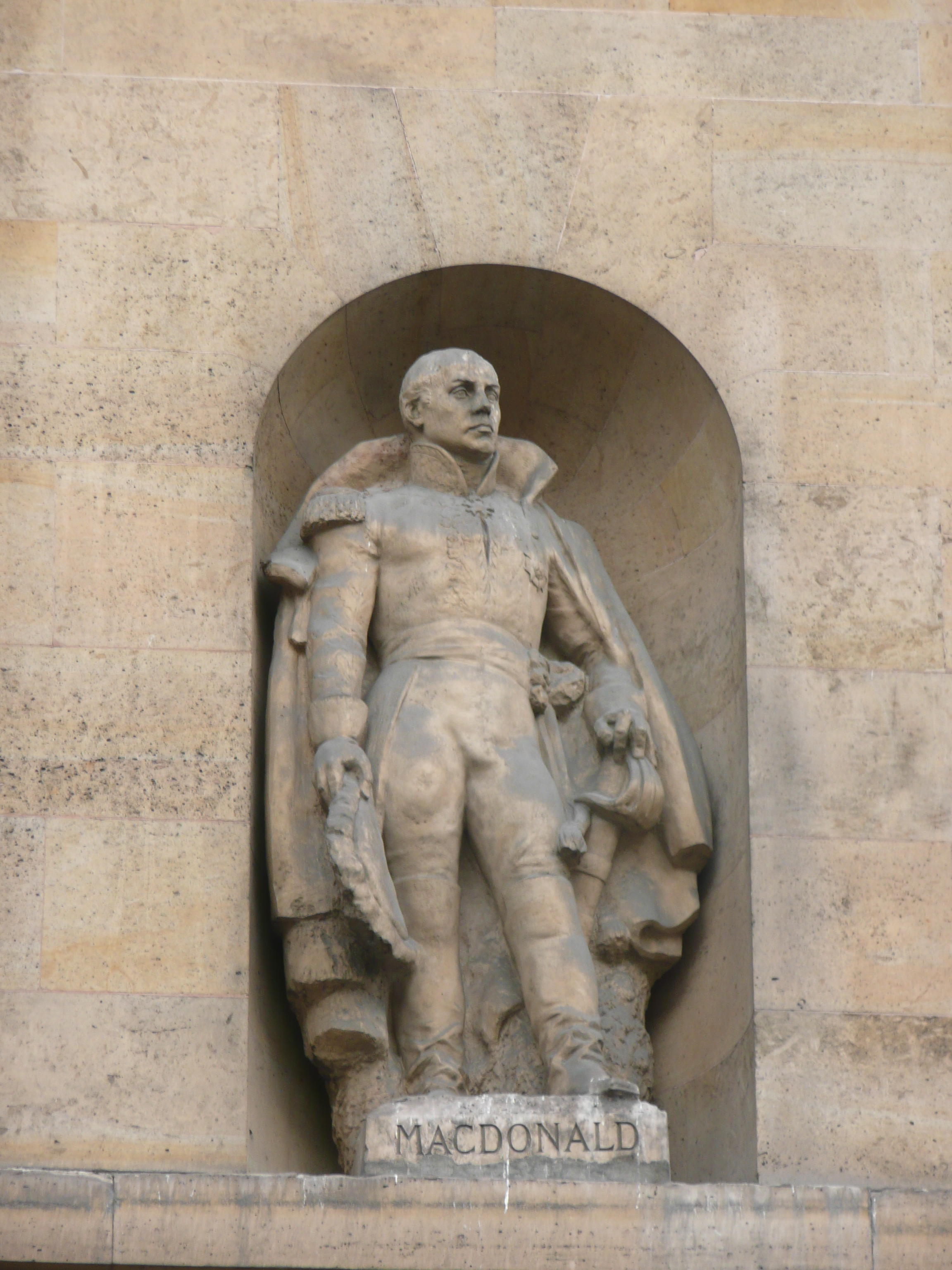
Statue du maréchal Macdonald sur la façade nord du pavillon de Rohan au palais du Louvre, à Paris.

  - légionnaire le 23 vendémiaire an XII (16 octobre 1803) ;
  - grand officier le 25 prairial an XII (14 juin 1804) ;
  - grand aigle de la Légion d'honneur le 14 août 1809 ;
  - grand chancelier de la Légion d'honneur le 2 juillet 1815.
- Ordre royal et militaire de Saint-Louis :
  - chevalier le 2 juin 1814 ;
  - commandeur le 5 octobre 1815 ;
  - grand-croix en 1820.
- chevalier-commandeur de l'ordre du Saint-Esprit en septembre 1820.
- pair de France le 4 juin 1814, duc et pair le 31 août 1817, lettres patentes du 18 février 1818.

## Armoiries
| Figure | Blasonnement |
|        | Armes du clan Donald : Ecartelé : au I, d'argent, au lion de gueules ; au II, d'or, au dextrochère armé de gueules tenant une croix recroisetée au pied fiché ; au III, d'or, à la galère de sable, pavillonnée et girouettée de gueules ; ; au IV, de sinople, au saumon nageant d'argent ; sur le tout, d'or, à une aigle de gueules chargée d'une galère de sable. |
|        | Sous le Premier Empire : maréchal d'Empire (12 juillet 1809), 1er duc de Tarente et de l'Empire (9 décembre 1809), légionnaire (23 vendémiaire an XII), puis grand officier (14 juin 1804), puis grand aigle de la Légion d'honneur (14 août 1809), grand chancelier de la Légion d'honneur (2 juillet 1815), Écartelé : au 1, d'argent, au lion de gueules ; au 2, d'or, à un dextrochère, armé de gueules, tenant une croix recroisetée au pied fiché du même ; au 3, d'or, à une galère de sable, pavillonnée et girouettée de gueules ; au 4, de sinople, au saumon d'argent ; au chef des ducs de l'Empire brochant., |
|        | Sous la Restauration française : chevalier (2 juin 1814), puis commandeur (5 octobre 1815), puis grand-croix de l'ordre royal et militaire de Saint-Louis (1820), chevalier du Saint-Esprit (septembre 1820), pair de France (4 juin 1814, duc et pair le 31 août 1817, lettres patentes du 18 février 1818), Ecartelé : au I, d'argent, au lion de gueules ; au II, d'or, au dextrochère armé de gueules, mouvant du flanc sénestre, tenant une croix recroisetée au pied fiché ; au III, d'or, à la galère de sable, pavillonnée et girouettée de gueules, sur une mer se sinople, chargée d'un saumon d'argent ; au IV, d'argent, à l'arbre arraché de sinople, chargé d'une aigle d'or (alias de sable), à la champagne cousue d'or, chargée d'un scorpion de sable, posé en bande ; au croissant de gueules, brochant en cœur sur l'écartelé. |

## Iconographie

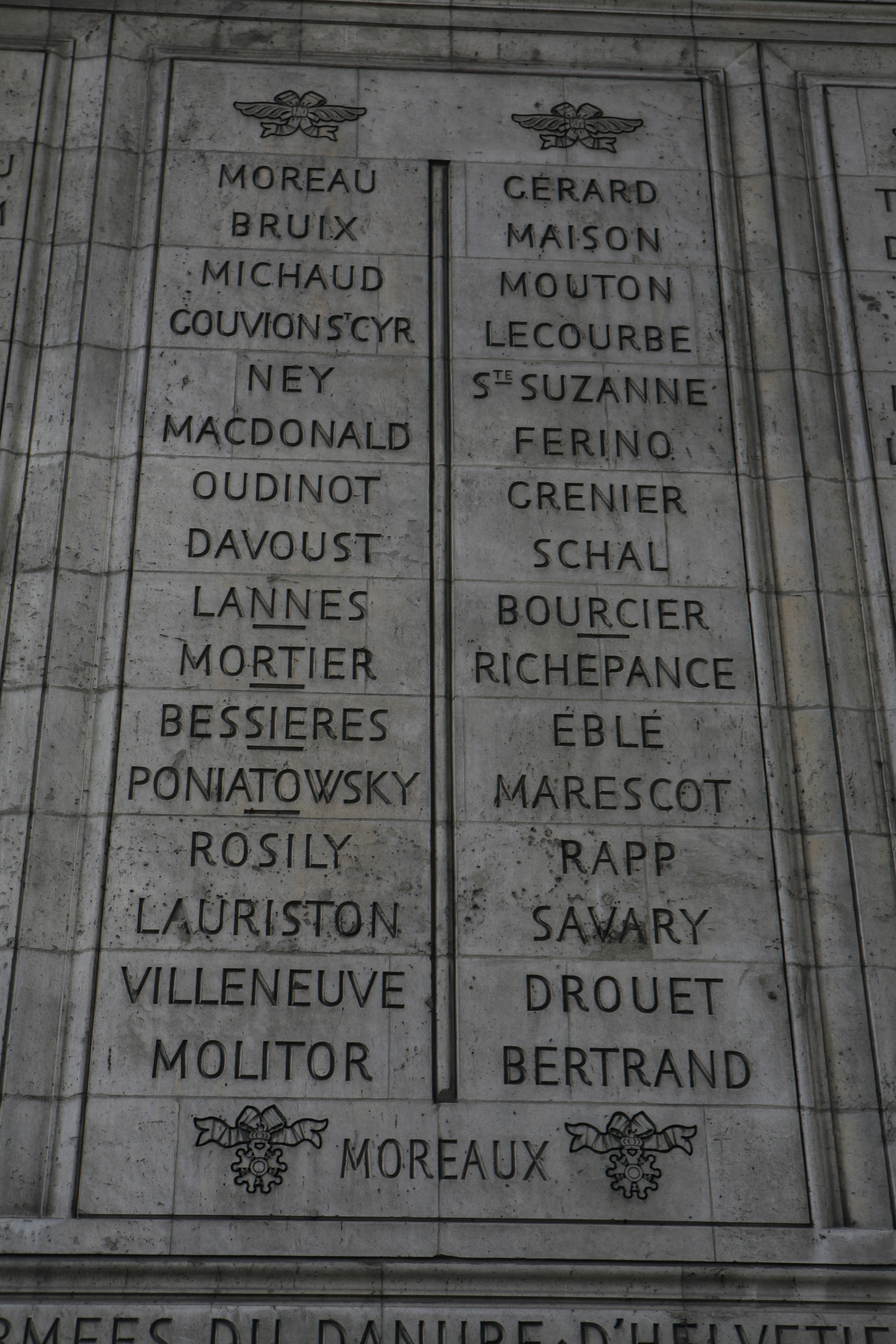
Noms gravés sous l'arc de triomphe de l'Étoile : pilier Est, 13e et 14e colonnes.

- 1825 : une médaille à l'effigie du maréchal Macdonald a été exécutée par le graveur Jacques-Augustin Dieudonné. Un exemplaire en est conservé au musée Carnavalet (ND 377).
- 1834 : Portrait de Macdonald  par Louis-Édouard Rioult.
- 1837 : Étienne-Jacques-Joseph Macdonald, duc de Tarente, maréchal de France par Jean-Sébastien Rouillard.
- 1840 : statue par Jean-Jacques Feuchère (1807-1852).
- s. d. : Mac Donald par Antoine-Jean Gros.

## Unions et postérité
Étienne Macdonald se marie à trois reprises :
1. Le 5 mai 1791 à Saint-Germain-en-Laye, avec Marie-Constance Jacob (Port-Louis, 1771 - Paris, 10 mars 1797), fille de Charles Jacob de Monloisir, trésorier de France à l'île Bourbon, dont :
  - Nancy (Saint-Germain-en-Laye, 29 février 1792 - château de Moncontour, Vouvray, 28 mai 1870), dame d'honneur (1833) des princesses d'Orléans[42], mariée en décembre 1810 avec Nicolas Régnier (1783-1851), dont postérité,
  - Adèle (Saint-Germain-en-Laye, 31 janvier 1794 - 16 novembre 1822), mariée le 20 novembre 1813 avec Alphonse Perregaux (1785-1841), dont postérité ;
2. Le 26 juin 1802 à Paris, avec Félicité-Françoise (Paris, 16 septembre 1780 - château de Frémigny en Seine-et-Oise, 21 septembre 1804), sœur de Charles-Tristan de Montholon (1783-1853) et fille adoptive de Charles-Louis de Sémonville (1759-1839), dont :
  - Sidonie (23 novembre 1803 - Paris, 24 novembre 1869), dite Mlle de Tarente, mariée le 28 août 1820 à Paris avec Anselme de Rochedragon (1783-1851), maréchal de camp, dont postérité ;
3. Le 25 septembre 1821, avec Ernestine-Thérèse Gasparine (Hambourg, 21 mai 1789 - Paris, 14 avril 1825[43]), fille de Jean-François de Bourgoing (1748-1811) et de Marie-Benoîte-Joséphine Prévost de La Croix, dont :
  - Alexandre (1824-1881), 2e duc de Tarente, chambellan de Napoléon III, conseiller général et député du Loiret (1852-1869), sénateur du Second Empire (1869-1870)[44], marié le 27 décembre 1849 en l'église Saint-Thomas-d'Aquin avec Sidonie Weltner (1826-1879), dont postérité.

Louis Chardigny note qu'« il existe une nombreuse descendance de Macdonald, dont une partie en Angleterre. Il semble d'ailleurs qu'il y ait eu une curieuse tendance au cosmopolitisme dans la famille de ce déraciné. Ses descendants ont contracté des alliances belges, russes, italiennes, polonaises, autrichiennes, britanniques, brésiliennes ».